# Фульбе

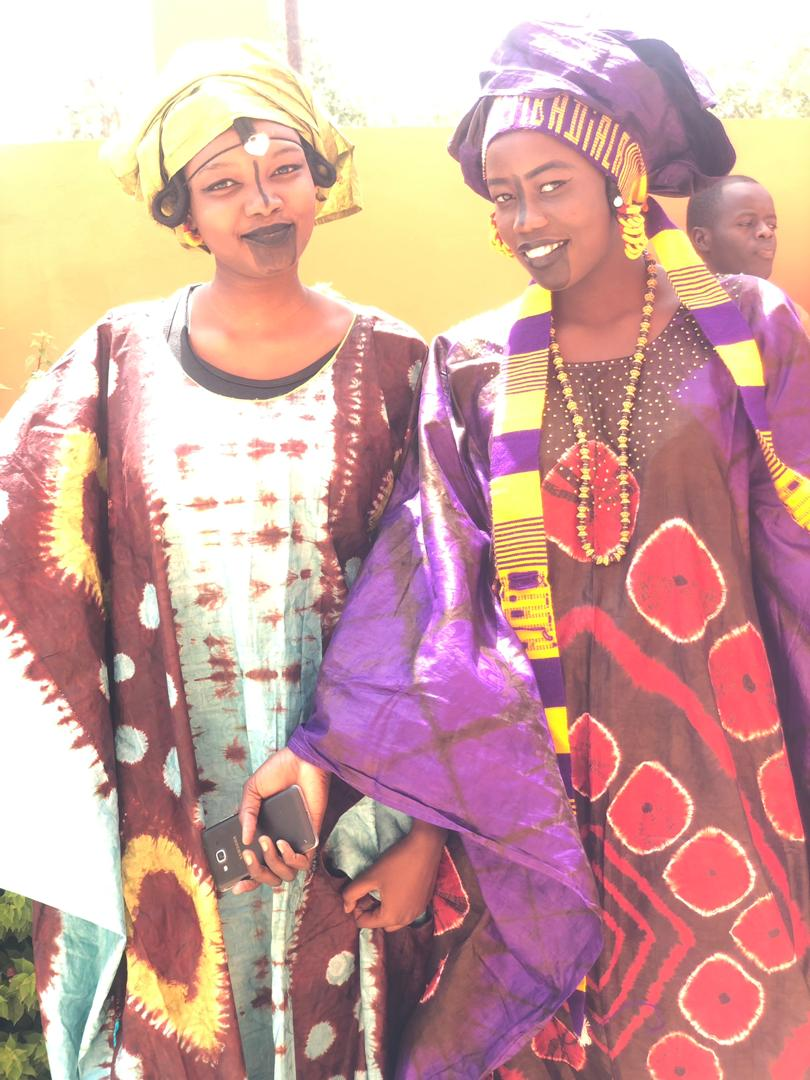
Женщины фульбе

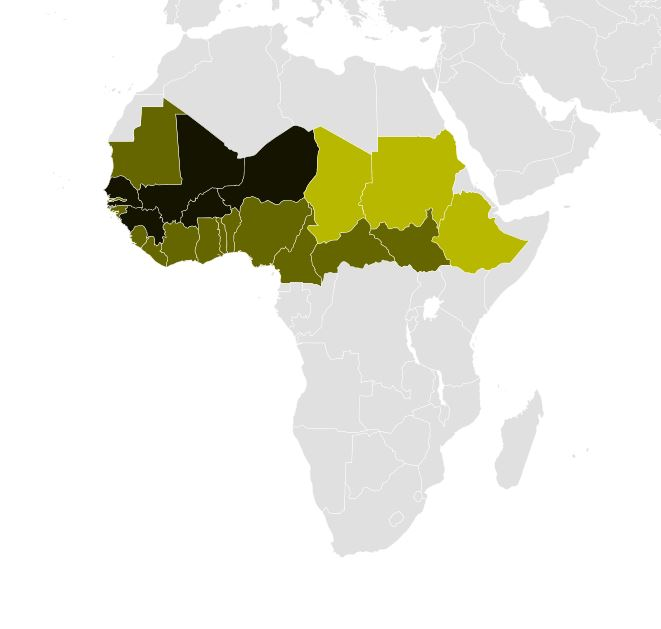
Карта распределения фульбе. Тёмный цвет — большинство или одна из крупнейших этнических групп; оливковый — крупная или значительная этническая группа; светло-оливковый — этническое меньшинство

Фу́льбе, также фула́, фула́ни (фула 𞤊𞤵𞤤𞤩𞤫 / fulɓe, ед. ч. fullo) — народ, проживающий на обширной территории в Западной Африке: от Мавритании, Гамбии, Сенегала и Гвинеи на западе до Камеруна и даже Судана на востоке. Говорят на языке фула атлантической семьи нигеро-конголезской макросемьи языков.

## Название
Фульбе — самоназвание этого народа. Иногда может употребляться название фула (бамана Fulaw; англ. Fula, порт. Fula, фр. Peul — заимствование из языков манден) или фулани (хауса Fulani, Hilani). В долине реки Сенегал проживает оседлая народность тукулёр, также говорящая на языке фула. Фульбе и тукулёр вместе могут называться haalpulaar’en — «говорящие на фула».

## Язык
Язык Фула разделён на 4 диалекта и принадлежит к западно-Атлантической ветви Нигеро-Конголезской семьи. Насчитывает порядка 10 миллионов носителей языка. В некоторых странах — в частности, в Сенегале — ведётся школьное преподавание фула в тех регионах, где этим языком владеет большинство населения. Для записи фула в основном используется латиница, но в Гвинее, Нигерии, Либерии и в некоторых общинах в США и Франции используется оригинальное письмо — адлам.
Также представители народа фульбе владеют официальными и разговорными языками стран проживания: французским в Гвинее, Сенегале, Камеруне, Мали, Нигере, Бенине, Буркина-Фасо, Чаде, ЦАР; английским в Нигерии, Гане, Гамбии, Сьерра-Леоне, Судане, Южном Судане; португальским в Гвинее-Бисау и разговорными диалектами арабского языка: Хассания в Мавритании, Мали, Сенегале; Чадским диалектом арабского языка в Чаде и ЦАР; Суданским диалектом арабского языка в Судане и Южносуданским арабским пиджином в Южном Судане. Степень владения языком зависит от грамотности, уровня образования, профессиональной деятельности и местности проживания. Так, в городах уровень владения европейскими языками и арабским намного выше, чем в сельской местности. Также уровень владения арабским у лиц, занимающихся розничной и транссахарской торговлей традиционно всегда был выше вне зависимости от местности проживания.
В диаспоре представители фульбе практически не знают родного языка, полностью перейдя на французский или английский в зависимости от страны проживания.

## История

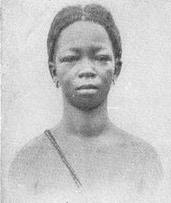
Женщина фульбе. Фото, XIX век

В то время как их происхождение до сих пор вызывает споры, арабские писатели упоминают об их существовании ещё около 1000 лет назад. Однако эксперты полагают, что фула произошли из региона нынешней территории Северного Сенегала. Веками они мигрировали со своими стадами крупного рогатого скота на обширных территориях в регионах Сахеле и саваннах Западной Африки, и со временем образовали большое количество субгрупп, называемых как фульбе, джелгове, грма, горгаве, феллата, фула, фулакунда, боророс, водабе, пеул, пулаар, халпулаар, липтаако, тукулёр и тукулор.
Своё начало Фула берут в долине реки Сенегал, где они основали свои королевства. Примерно до начала IX века они продолжали свою миграцию в регионы Бунду, Бамбук, Диомбоко, Каарта и Багана.
Наконец те, кто сосредоточились в Ферло, с XI по XIV века перебрались в Фута-Джалон, в бассейн реки Вольта, в Гурму, в страну народа Хауса, в Адавама, Богхирме, Уадай.
Фула стали мусульманами примерно в XI веке нашей эры. Ислам распространился в Западной Африке через коммерцию. Аудагост, Томбукту, Дженне и Гао стали огромными центрами торговли в Сахеле.
Фула, которые вели как оседлый образ жизни, так и кочевой, сыграли важную роль в истории Западной Африки. Некоторое количество западно-африканских королевств и империй находились под сильным влиянием фула.
Вместе с Альморавидами фула в 1076 году уничтожили империю Гана.
С 1750 по 1900 годы они участвовали в большом количестве священных войн (джихад Фулани) под знаменами ислама. В первой половине XIX века фула основали две важные империи. Одна базировалась в Масине, контролируемая Тимбукту; другая, с Сокото, включала города-государства хауса, часть Борну и Западный Камерун. Эмир Сокото продолжал править частями Северной Нигерии вплоть до британского завоевания 1903 года.

## Социальная организация
Традиционная социальная система довольно сложная. Фула и африканцы вообще склонны идентифицировать себя и других по социальным группам.
Общество Фула имеет три касты: Римббе, Нинббе, Джейааббе.
| Социальная группа           | Функции                            | Название                                      |
| --------------------------- | ---------------------------------- | --------------------------------------------- |
| Римббе-Ардииббе             | правители, имамы                   | Фульбе, Туродбе                               |
| Римббе-Хуунбе               | знать, но обслуживающая правителей | Себбе, Джаавамбе, Субалбе                     |
| Нинббе-Феккирам-Голле       | ремесленники                       | Маабуббе-Санооббе, Вэйлуббе, Саккеббе, Лоуббе |
| Нинббе-Нааготубе-Нааланкубе | исполнители, историки              | Ваммбааббе, Маабубе, Сууду Паате              |
| Джейааббе/Джийааббе         | рабы                               | Маккуббе                                      |

## Культура

### Музыка

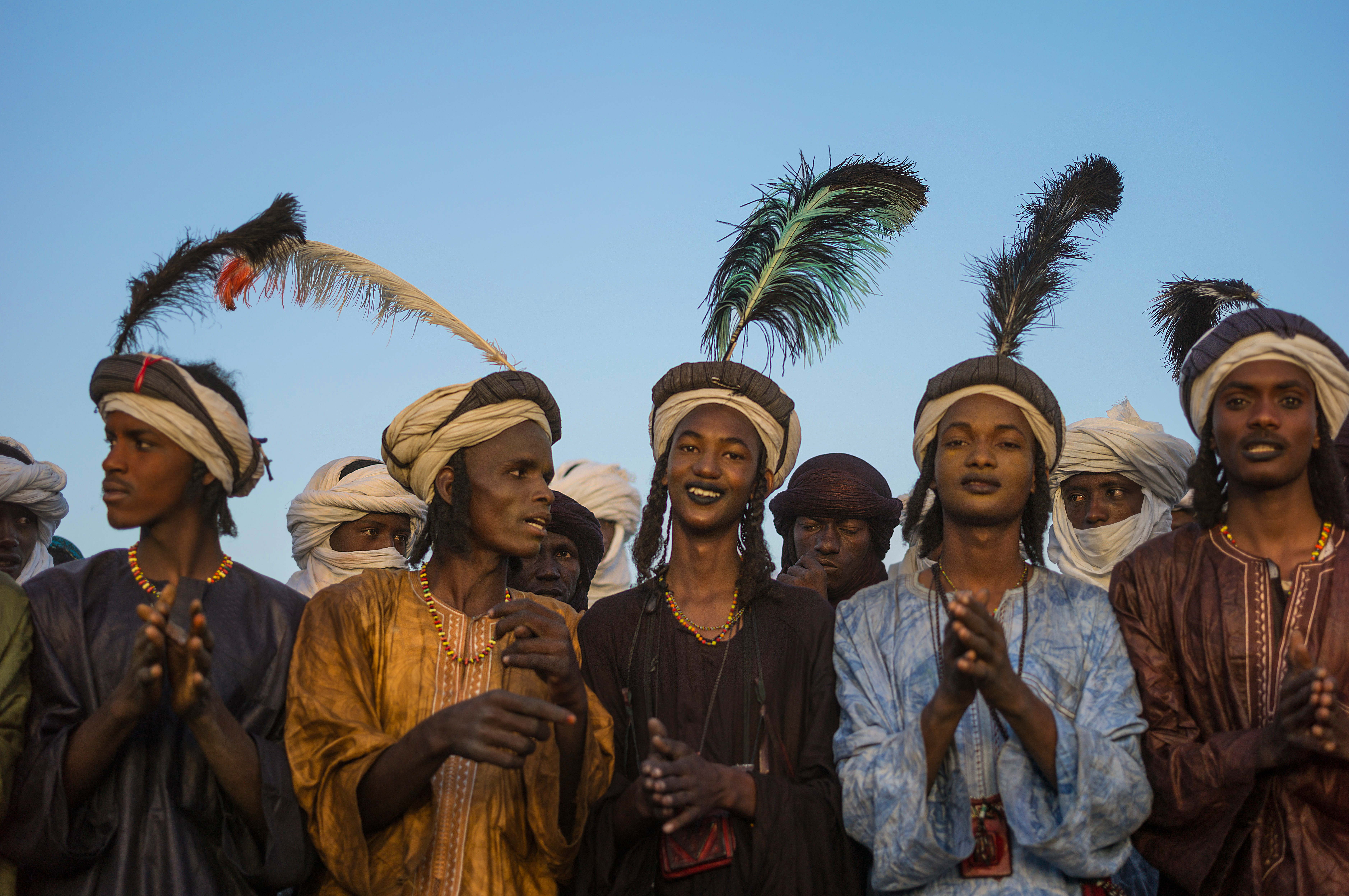
Мужчины фульбе

Традиционное пение под барабан Фирду Фула. Лишь немногие знают, что барабаны Мандинка произошли от Фирду Фула. Фирду Фула играют на той же установке из трёх настроенных барабанов, что и мандинка, но в совершенно разном стиле пения и ударов в барабан. Как и Мандинка, барабанщики Фирду Фула играют связные ритмы, которые отрабатывались поколениями, сочиняя музыку из разных барабанных тонов. Различие между двумя стилями музыки едва ли заметно среди богатства традиционных ударных инструментов Западной Африки (Корочанцев 1987: С.). Барабаны Фирду Фула стали ассоциироваться с мандинка (главной этнической группой Гамбии), но согласно устной истории Фирду Фула были первыми.
Три барабана настроены таким образом, что каждый отвечает другому благодаря размеру. Два барабанщика поддерживают ритм двумя маленькими барабанами, в то время как третий импровизирует соло на высоком и поразительно тонком (стройном) барабане, который называется сабаро. Солист имеет огромную свободу действия, но всё равно уважает традиционный стиль каждого ритма.
Каждый барабанщик создаёт разнообразные тона, ударяя в барабан одной свободной рукой и короткой палкой, хотя для некоторых ритмов барабанщикам поддержки приходится использовать две свободные руки. Кроме того, каждый барабанщик надевает браслет из железных колец на запястье.

### Традиционный уклад жизни

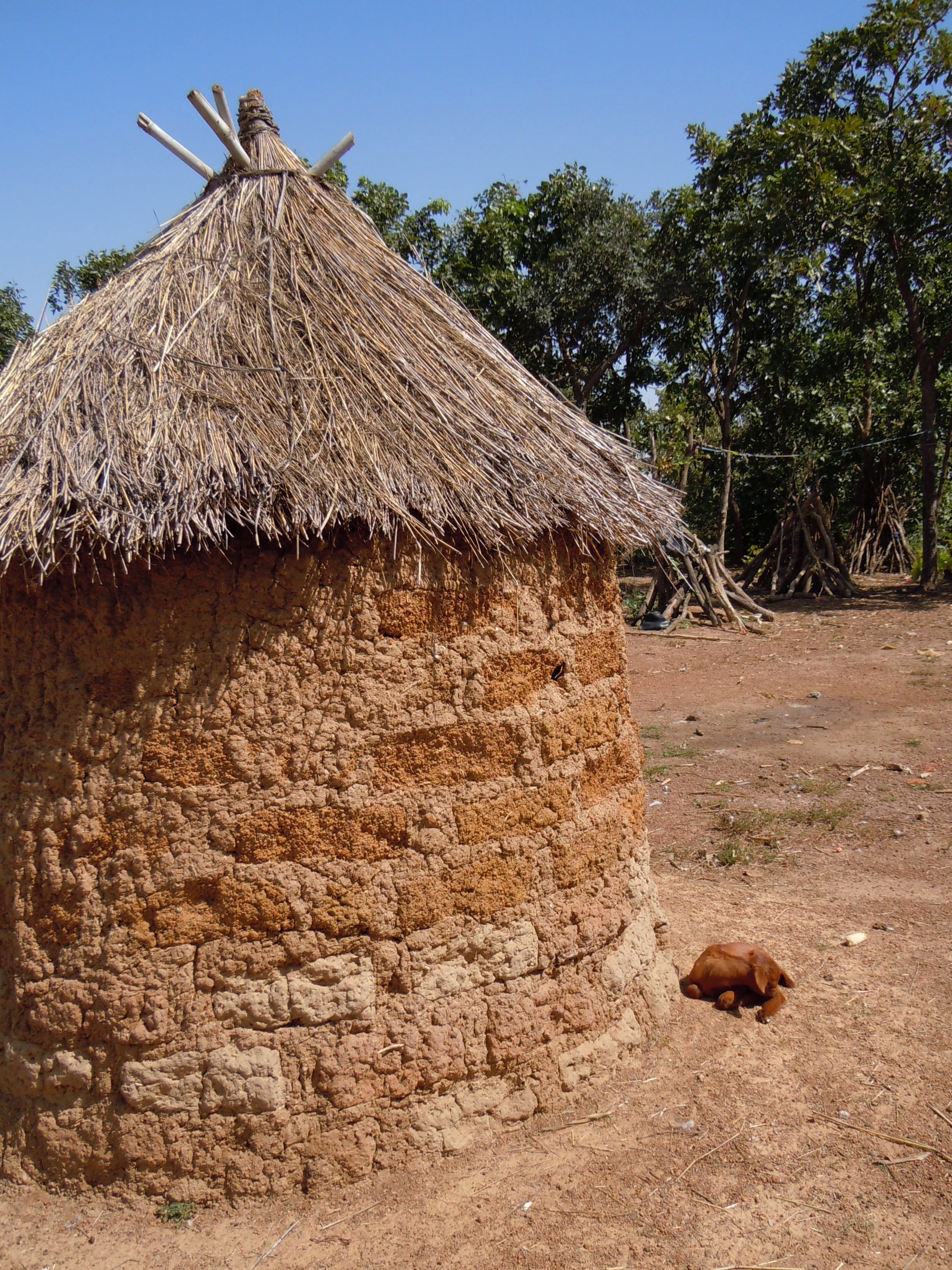
Хижина фула

Фульбе — кочевники-скотоводы, пасущие свои стада в обширных сухих внутренних районах Западной Африки. Они редко смешиваются с местными оседлыми земледельцами. Фула обычно кочевые пастухи, а также торговцы и фермеры, живущие по всей Западной Африке. В настоящее время большинство Фула живёт в городских центрах (Попов 1998: С.).
Фульбе Северной Нигерии разделяются на ассимилировавшихся по языку и обычаям (например, традиционная знать у хауса, так называемые торонкава), оседлых фульбе, сохранивших язык фула, и кочевников-бороро. Для фульбе характерно так называемое пулаку («фульбство»), включающее мужество, вежливость, скромность в общении со старшими, что сочетается с крайне высокомерным отношением к потомкам рабов и к «инородцам».

#### Жилище
Фула обитают в самых разных жилищах, начиная с простых временных хижин и заканчивая сложными строениями. Обычно кочующие женщины фула, которые часто руководят строительством семейных палаток и временных укрытий, плетут стены и настилают маты на пол. Однако многие дома и даже большие сооружения строят из саманных кирпичей, стены обмазывают глиной. Большие постройки типа мечети имеют подпорки из дерева. Они создают впечатление скелета в здании. Самое известное здание из глины — это Великая мечеть Дженне (Попов 1998: С.).

#### Еда
Большая часть еды, которую употребляют жители деревни, приходит с ферм и из соседних деревень. Фула выращивают сорго (хлебный злак), просо, кукурузу и рис, а также овощи, бобы, фрукты и финики. Многие семьи выращивают кур, уток, коз, овец и другой скот для мяса. К тому же куры и утки дают яйца, а козы и коровы дают молоко, как просто для питья, так и для изготовления масла и йогурта. Жители деревень покупают сахар, кофе и специи в маленьких магазинчиках или на соседних рынках (Попов 1998: С.) Фульбе, сохранившие традиционный, деревенский уклад жизни, почти не едят говядины, убивая корову только в особых случаях. Также важным элементом питания фульбе являются разнообразные соусы.

#### Одежда

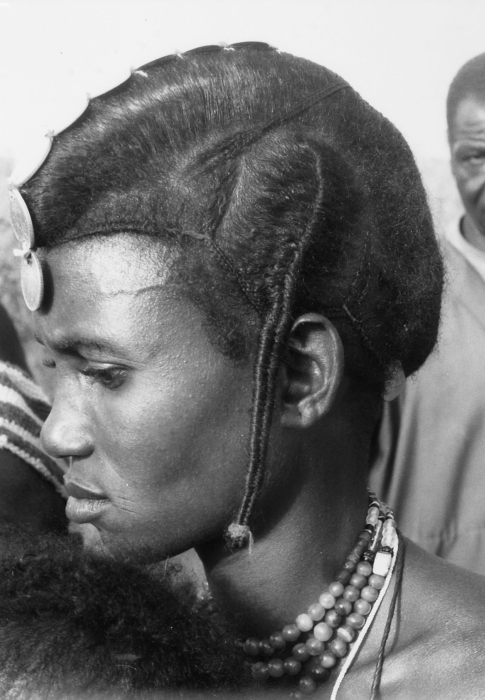
Женщина фулани с традиционной причёской

Фула известны своей поразительной одеждой, которую они умело носят, своими тяжеловесными золотыми украшениями и татуировками в стиле своего племени. Золотые серьги у женщин являются признаком состоятельности и указывают на определённый статус. Они отражают значимость золота в транссахарской торговле (Попов 1998: С.).

## Знаменитые представители народа фула
- Умару Яр-Адуа[16], бывший президент Нигерии с 2007 по 2010 гг.;
- Ахмаду Ахиджо, первый президент Камеруна с 1960 по 1982 гг.;
- Томас Санкара[17], бывший президент Буркина-Фасо с 1983 по 1987 гг.;
- Шеху Шагари, бывший президент Нигерии с 1979 по 1983 гг.;
- Атику Абубакар, бывший вице-президент Нигерии с 1999 по 2007 гг.;
- Далейн Диалло, премьер-министр Гвинеи с 2004 по 2006 гг.;
- Мухаммаду Бухари, президент Нигерии с 1983 по 1985 гг. и с 2015 по 2023 гг.;
- Амаду Ампате Ба, малийский писатель;
- Сайфулайе Диалло, министр иностранных дел Гвинеи с 1959 по 1972 гг.;
- Абубакар Джалло, министр природных ресурсов Сьерра-Леоне;
- Шейх Хамиду Кане, сенегальский писатель;
- Телли Диалло, первый генеральный секретарь Организации африканского единства;
- Беневенде Станислас Санкара, политик в Буркина-Фасо;
- Амаду Диалло, молодой житель Бронкса, убитый полицией в 1999 году;
- Бааба Маал, сенегальский певец;
- Усман дан Фодио, основатель Халифата Сокото;
- Омар Си, французский актёр, лауреат премии «Сезар» за лучшую мужскую роль[18].